# فرش الشوارع

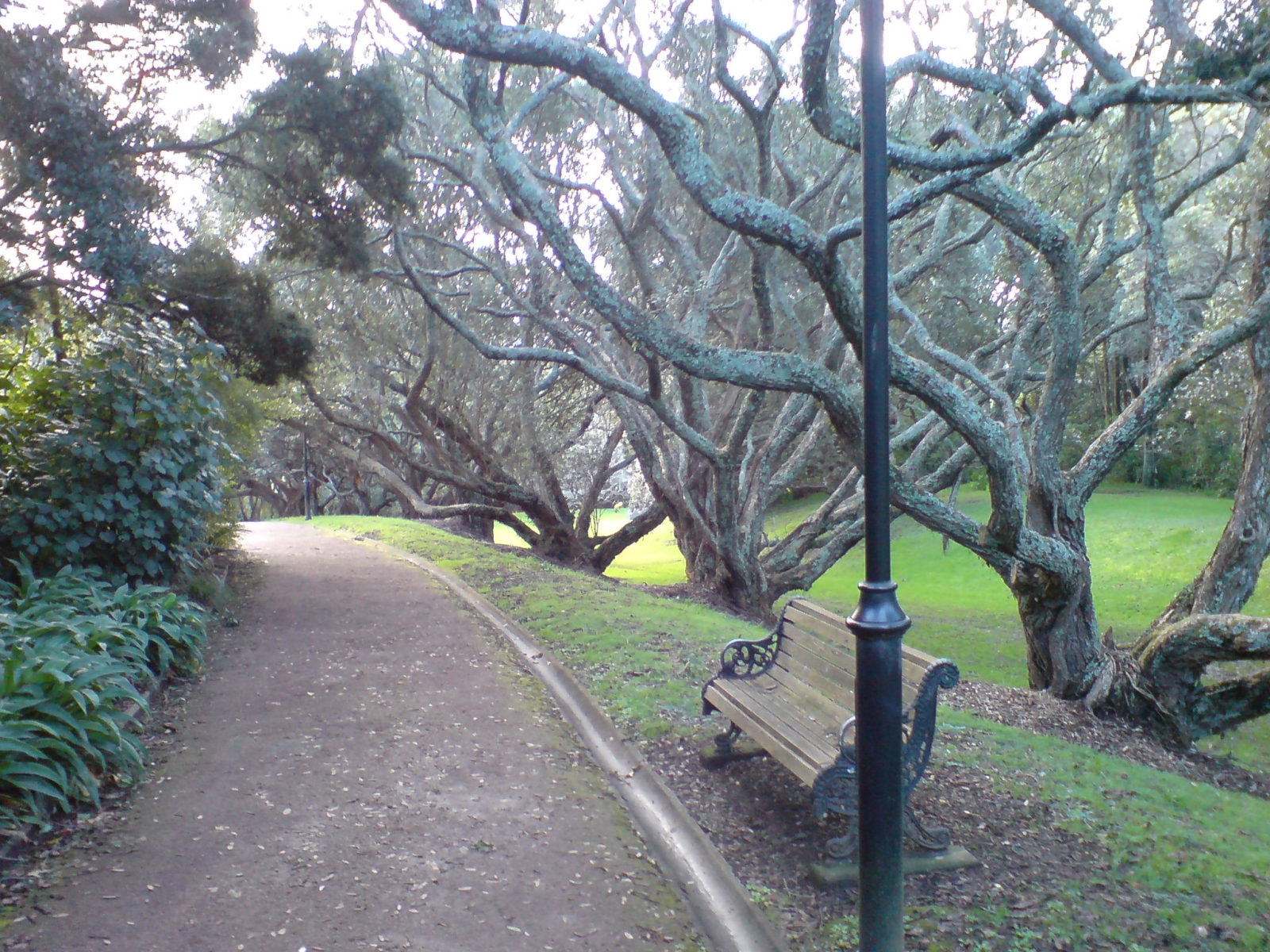
حديقة في مدينة أوكلاند، نيوزيلندا

فرش الشوارع أو تأثيث مدني هو مجال بحث وتصميم لتوفير وتجهيز الأماكن العامة في المدن بمصنوعات فنية ثابتة أو متحركة، وإدراجها في أحسن الأحوال، لتحسين الصورة العامة للمدينة. أثاث المدن هي مادة تدرس في كلية الهندسة المعمارية وتتعامل مع القضايا العامة لتصميم المساحات الخضراء والأماكن الترفيهية والإضاءة ومع أي نوع من التصاميم التي تستكمل الأماكن الحضرية والمباني المعمارية للمدينة.